# Willow Run

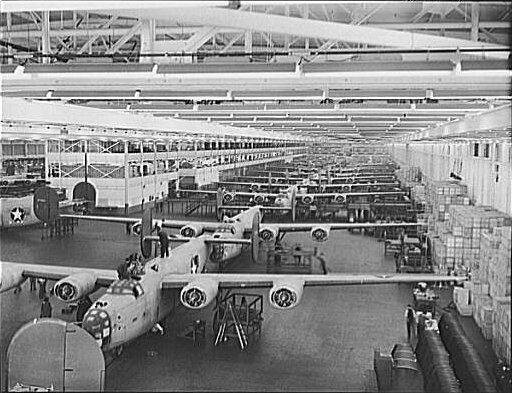
Op het hoogtepunt in 1944 rolde er elke 63 minuten een B-24 van de lijn van Ford in Willow Run. Er waren 1300 bedden voor piloten en bemanning die op hun vliegtuig wachtten

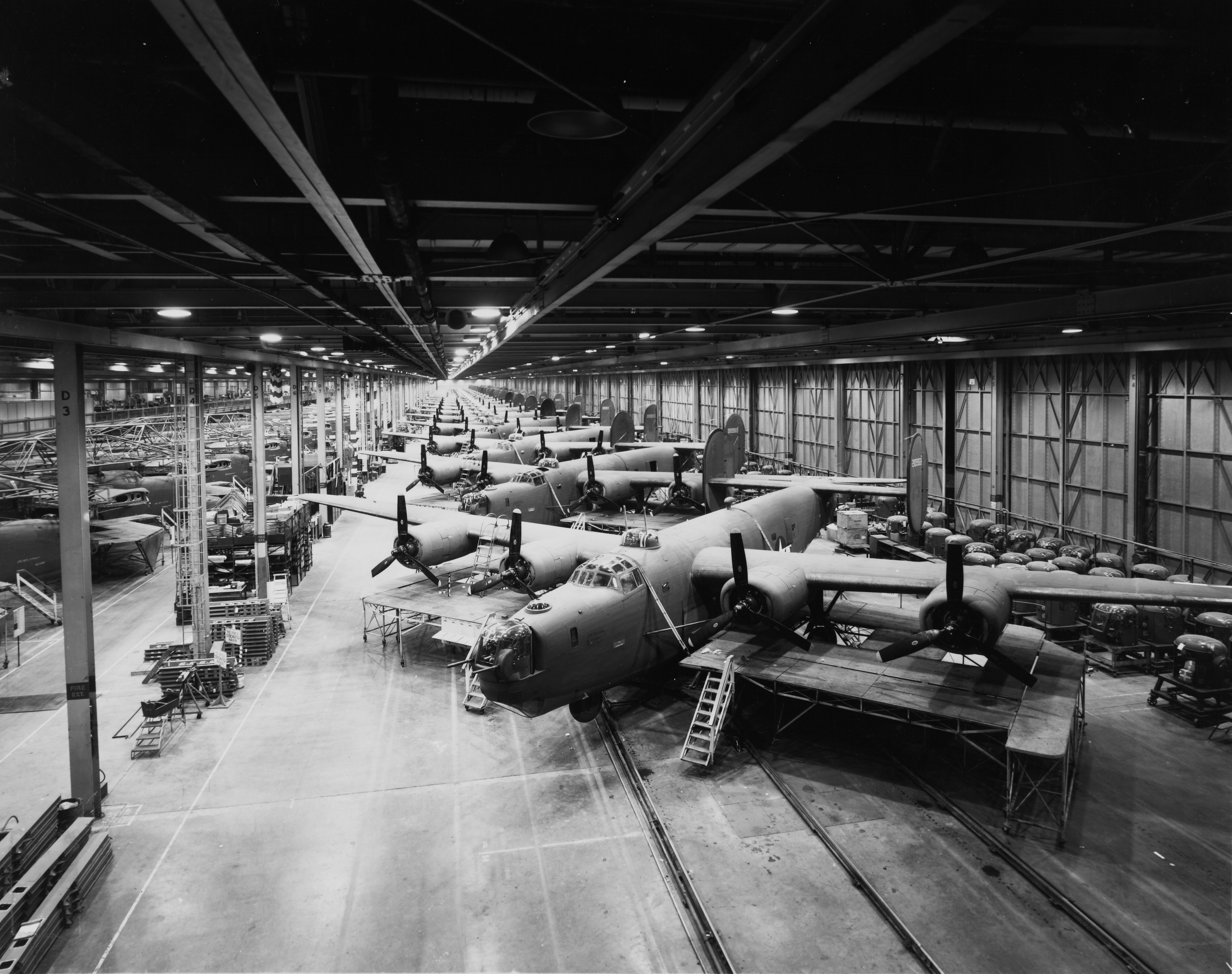
Een volgend deel van de fabriek

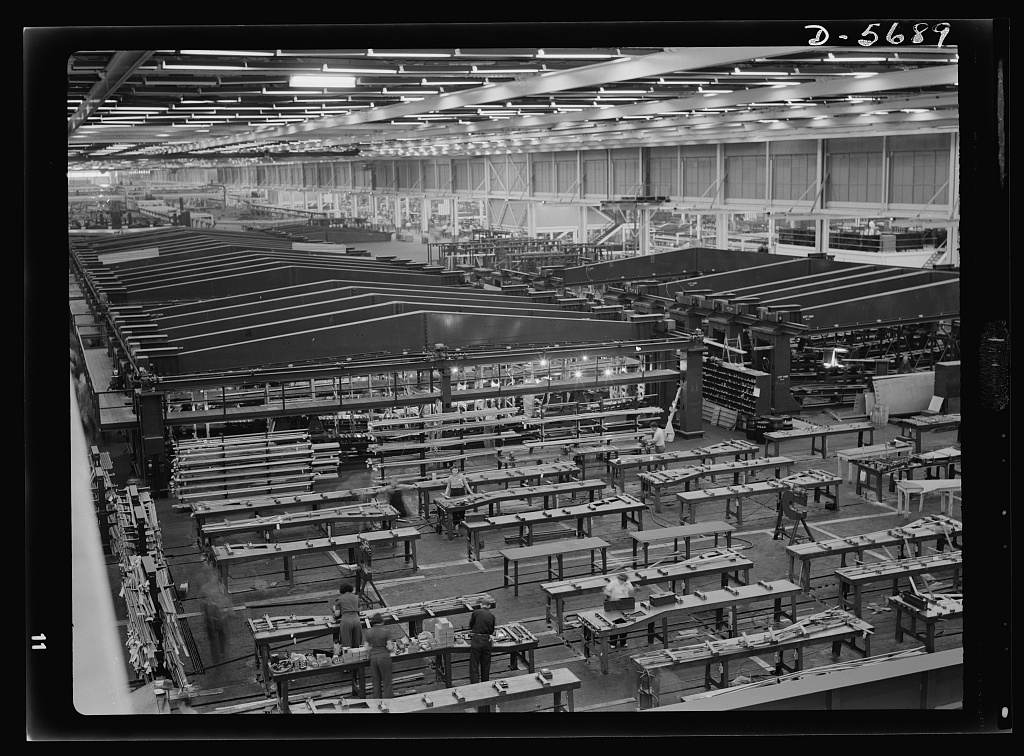
Een deel van de fabriek in 1942

Willow Run Bomber Plant of Air Force Plant 31 was een vliegtuigfabriek van Ford tussen Ypsilanti en Belleville in Michigan ten tijde van de Tweede Wereldoorlog. Hier werden vooral B-24 Liberator-bommenwerpers gebouwd.

## Liberator Production Pool Program
Consolidated Aircraft had een vliegtuig ontworpen dat in de meeste opzichten beter was dan B-17 Flying Fortress van Boeing. Om aan de vraag te kunnen voldoen had de Amerikaanse overheid het Liberator Production Pool Program opgezet waarbij Consolidated naast de al bestaande fabriek in San Diego een tweede fabriek opzette in Fort Worth in Texas en Douglas Aircraft het vliegtuig zou bouwen in Tulsa in Oklahoma.
Charles Sorensen, die aan de wieg had gestaan van de assemblagelijn voor de Ford Model T, bezocht in januari 1941 met George J. Mead en Edsel Ford de fabriek in San Diego, waar per dag een vliegtuig werd gebouwd. Sorensen was niet onder de indruk van de ouderwetse manier van werken, waarbij elk vliegtuig als uniek exemplaar werd opgebouwd. Hij vertelde Reuben Fleet, eigenaar van Consolidated, een vliegtuig per uur te kunnen bouwen, waarop deze vroeg hoe. Sorensen gaf aan dat hij het antwoord de dag erop zou geven. In Hotel del Coronado werkte hij die avond en nacht door aan schetsen van een enorme fabriek waarin hij de assemblage opgedeeld had.

## Assemblagefabriek
Op 21 februari 1941 kreeg Ford een intentieovereenkomst van het leger voor een opdracht van $200 miljoen om 1200 vliegtuigrompen te bouwen die in Fort Worth en Tulsa afgebouwd zouden worden. Albert Kahn ontwierp de fabriekshal, maar het eerste ontwerp moest al snel aangepast worden. Met de ontwikkelingen van de Tweede Wereldoorlog werd de opdracht in juni 1941 veranderd en moest Ford naast de rompen ook 75 vliegklare B-24's per maand bouwen. Aanvankelijk zouden de onderdelen in Willow Run gebouwd worden en de afbouw plaatsvinden in The Rouge, de enorme assemblagefabriek van Ford in Dearborn, maar nu werd besloten om de fabricage volledig in Willow Run te houden. In oktober werden de plannen uitgebreid. Om te voorkomen dat de fabriek niet alleen in Washtenaw County, maar ook in Wayne County zou staan, met mogelijke gevolgen voor belastingen, werd de uitbreiding richting het zuiden gepland, zodat de fabriek uiteindelijk L-vormig werd. De fabriek werd zo 975 meter lang en 390 meter breed met een totale lengte van de assemblagelijnen van 1660 meter. Dit enorme project werd verdeeld tussen vijf aannemers die er vijf maanden over deden om het hoofdgebouw neer te zetten.

## Productie
Uiteindelijk werd de eerste B-24 opgeleverd op 1 oktober 1942. Deze konden vertrekken van het in dat jaar opgeleverde Willow Run-vliegveld. Dit beschikte ook over accommodatie met 1300 bedden voor de bemanningen van de B-24's. Eind december lag de productie echter pas op 56, wat leidde tot uitgebreide kritiek en de bijnaam Will-it-Run. Waar Consolidated werkte met vaklieden, beschikte Ford vooral over ongeschoold personeel. Ford had dan ook zeer gedetailleerde blauwdrukken nodig, iets wat voor Consolidated niet nodig was geweest en wat zij overdreven vonden. Ontwerpen van onderdelen werden aangepast door Ford om ze geschikt te maken voor massaproductie en soms geheel opnieuw ontworpen. De romp bestond bij Consolidated uit twee delen waarbij arbeiders na samenvoegen steeds naar binnen en buiten moesten, wat de assemblage aanmerkelijk vertraagde. Ford deelde de romp op in 33 delen om zo een makkelijke toegang te behouden. De problemen werden echter opgelost en in begin 1944 rolde er elk uur een B-24 van de lijn, op de piek 650 per maand. In deze periode werkten er 42.000 mensen, meest vrouwen, in twee ploegen van elk negen uur per dag. Zo werden er 6972 compleet opgeleverd op een totaal van 18.482. Daarnaast werden er 1893 in onderdelen opgeleverd voor assemblage door Consolidated en Douglas.

## Na de oorlog
Na de oorlog werd de fabriek verkocht aan Kaiser-Frazer dat er tussen 1947 en 1953 auto's, landbouwmachines en vrachtvliegtuigen voor de Amerikaanse luchtmacht bouwde. Daarna werd het verkocht aan General Motors als Willow Run Assembly.